# 전후 50주년의 종전기념일을 맞아
전후 50주년 종전기념일을 맞아(일본어: 戦後50周年の終戦記念日にあたって 센고 고주슈넨노 슈센키넨지쓰니 아탓테[*])는 1995년 8월 15일, 일본에서 열린 전후 50주년의 종전기념일에서 당시 총리였던 무라야마 도미이치 내각총리대신이 내각회의의 결정에 근거하여 일본이 태평양 전쟁과 전쟁 이전에 행한 침략이나 식민지 지배에 대해 공식적으로 사죄하는 뜻을 표명한 담화이다. 주로 담화를 발표한 무라야마 총리의 이름을 딴 무라야마 담화라고 한다. 이 담화는 이후의 정권에도 계승되어, 일본정부의 공식적인 역사적인 견해로 가끔 이용된다.

## 주요 내용
1945년까지 이어진 일련의 전쟁을 두고 ‘반드시 침략이라고는 할 수 없다’는 주장이 정계를 비롯하여 일본에서 뿌리깊게 자리잡고 있는 것과 관련하여, 담화에서는 “깊은 반성에 서서 독선적인 내셔널리즘을 물리치고, 책임있는 국제사회의 일원으로서 국제 협조를 촉진하고, 이를 통해 평화의 이념과 민주주의를 널리 전하지 않으면 안됩니다”라고 강조하고 있다.
일본에서 자주 논쟁거리가 된, 아시아 여러 나라에 대한 일본의 ‘식민지 지배와 침략’에 대해서는 “의심할 여지도 없는 이러한 역사의 사실” 이라고 지적하고 있다. 다만 이는 침략 ‘전쟁’에 대해 직접 사죄한 것이 아닌, 어디까지나 전쟁 중에 돌발적으로 일어난 침략 ‘행위’에 한정된다.
또한 일본군 위안부에 대한 보상 등 여러 가지 개별적인 전후 처리 과제에 대해서는 “계속 성실히 대응해 나가도록 하겠다”고 약속하고, 또한 일본의 사명으로서 “유일한 피폭국이라는 체험에 바탕을 두고, 핵병기의 궁극적인 폐기를 지향하여, 핵확산 금지 체제의 강화 등 국제적인 군축을 적극적으로 추진해 나가는 것이 중요”하다고 맹세하고 있다.

## 이후의 전개
무라야마 도미이치 총리는 “잘못된 국가의 정책으로 인하여 전쟁으로의 길을 걸었다”는 표현과 관련한 쇼와 천황의 전쟁 책임에 대해, “전쟁이 끝난 시점에서 국내적으로도 국제적으로도 천황의 책임을 묻지는 않는다. 담화에서 “잘못된 국가의 정책”이라고 말한 것을 두고, 폐하의 책임을 논할 생각은 없다”고 표명하여 구체적인 언급은 피했다.
이 담화와 같은 방향에서 무라야마 총리는 아시아 각국을 순방하고, 일본이 과거에 행한 침략전쟁에 대해 사과하는 ‘사죄외교’를 전개했다. 이에 대해서 일본 내에서는 찬반 양론이 있으며, 일본의 보수 세력은 ‘일본의 전쟁책임은 이미 해결하고 있으므로 더이상의 사죄는 불필요’하다는 의견도 있다.
2005년에는 자유민주당의 고이즈미 준이치로 총리도 아시아 여러 나라에 사죄하는 담화를 발표했다. 하지만 담화에서 “식민지 지배와 침략을 통해 많은 나라, 특히 아시아의 여러 나라의 사람들에게 막대한 손해와 고통을 주었습니다”라고 하거나, “역사의 사실을 겸허하게 받아들이고, 여기에 다시 한번 통절한 반성의 뜻을 나타내 진심으로 깊이 사과드리는 마음을 표명합니다”라는 등의 내용은 무라야마 담화를 그대로 인용한 것이다.
2006년 10월 5일 중의원 예산위원회에서, 아베 신조 총리도 무라야마 담화를 “아시아의 나라들에 대해 큰 피해를 주고 상처를 준 것은 엄연한 사실”이라거나 “나라로서 표명한 그대로라고 생각한다”는 등, 정부로서든 개인으로서든 계승해 간다고 명확히 표현했다.

## 같이 보기
- 일본의 망언 목록
- 일본이 공포한 전쟁 사과 성명 목록
- 일본의 전쟁 범죄
- 고이즈미 준이치로 내각총리대신 담화
- 역사를 교훈으로 평화로의 결의를 새롭게 하는 결의 - 부전결의
- 위안부 관계 조사결과 발표에 관한 고노 내각관방장관 담화 - 고노 담화
- 일한병합 100년에 즈음한 총리 담화 - 간 담화